# Chahbounia
Chahbounia est une commune de la wilaya de Médéa en Algérie.

## Géographie

### Localisation
La Daira de Chahbounia est localisée au sud de la wilaya de Médéa à 14 km au nord de Sidi Ladjel (Wilaya de Djelfa) et 30 km au sud-ouest de Boughezoul. 
| Aziz                    |            | Boughezoul            |
| Bou Aiche               | Chahbounia |                       |
| Sidi Ladjel (W. Djelfa) |            | El Khemis (W. Djelfa) |

### Relief, géologie, hydrographie
La région de Chahbounia située sur les hauts plateaux à plus de 600 mètres d'altitude est le confluent de la vallée du haut-Chélif avec la rencontre de l'oued Ourek et l'oued Nahar Ouassel.

### Transports
La RN40 la traverse pour aller de Boughzeoul à Sidi Ladjel.

## Histoire
Le fort de Ksar Chahbounia faisait partie de la commune-mixte de Boghari (Ksar El Boukhari) jusqu'en 1956 où il devient une commune de plein exercice.

## Démographie
| 1987  | 1998   | 2008   |
| ----- | ------ | ------ |
| 7 896 | 13 405 | 13 617 |

Population des différentes agglomérations en 1987 : Chahbounia, 1 044 hab.
Population des différentes agglomérations en 1998 : Chahbounia, 2 660 hab.
Population des différentes agglomérations en 2008 : Chahbounia, 5 360 hab.